# Joan Oliva i Grau
|  | Aquest article tracta sobre Joan Oliva i Grau. Vegeu-ne altres significats a «Joan Oliva (desambiguació)». |

Joan Oliva i Grau, conegut artísticament com a Juan Oliva (Organyà, 19 d'agost de 1910 - Buenos Aires, 1975) fou un dibuixant argentí d'origen català.
Especialitzat en el camp de la historieta, l'humor gràfic, la il·lustració i la publicitat, fou un dels pioners del dibuix animat a l'Argentina, on arribà el 1928, establint-se a Buenos Aires. Proessionalment, dibuixà caricatures per als diaris Ultima Hora, El Diario i revista Antena o el Mundo Argentino. Després de treballar entre el 1932 i el 1938 a l'estudi d'animació de Quirino Cristiani, el 1939 va fundar el seu propi estudi 'Companyia Argentina de Dibujos Animados', on produí curts animats d'entreteniment. Després de dissoldre el seu estudi el 1941, i dedicar-se a treballs de publicitat, posteriorment, va reorganitzar el seu estudi, anomenat Estudios Oliva, i es dedicà íntegrament a l'animació publicitària i a la docència.
L'any 2005 se li reté un homenatge pòstum en el marc de la 4a Biennal Internacional d'Humor de Catalunya, organitzada a Lleida per l'associació Humoràlia, i al seu poble natal d'Organyà s'inaugurà una font amb el seu nom.